# Почётные граждане Тернополя
Почётные граждане Тернополя — список лиц, удостоенных почётного гражданства города Тернополь (ныне Украина) начиная с 1867 по 2012 год.
1. Голуховский, Агенор (Старший) — австрийский государственный и политический деятель, граф, наместник Галиции (1867)
2. Черкавский, Овсей — доктор, посол (депутат) австрийского парламента (1875)
3. Сапега, Адам — князь (1894)
4. Пипинский, Леон — граф, наместник Галиции (1903)
5. Пунчерт, Людвик — бургомистр Тернополя (1905)
6. Влодзимеж Ленкевич — урядовый комиссар Тернополя (1926)
7. Рыдз-Смиглы, Эдвард — польский военачальник и политик, маршал Польши (с 1936), верховный главнокомандующий польской армии в войне 1939 года (1939)
8. Шевчук, Григорий Иванович — заместитель Председателя Совета Министров УССР, бывший первый секретарь Тернопольского областного комитета Компартии Украины (1968)
9. Иорданов, Георгий — первый секретарь Сливенского окружного комитета Компартии Болгарии (1968)
10. Георгий Андонов — заместитель председателя исполкома Сливенского окружного народного совета Болгарии (1968)
11. Любен Ранков — первый секретарь Сливенского городского комитета Компартии Болгарии (1968)
12. Йоргов, Господин — председатель кооперативного хозяйства с. Загорна Сливенского округа Болгарии (1968)
13. Николова, Славка — председатель общинного комитета Отечественного фронта с. Гродец Сливенского округа Болгарии (1968)
14. Домбровский, Бронислав Петрович — работник производственного объединения «Тернопольгаз» (1968)
15. Матвеев, Константин Бонифатиевич — ветеран войн, персональный пенсионер (1968)
16. Людников, Иван Ильич — Герой Советского Союза, генерал-полковник в отставке, бывший командир 81-го стрелкового корпуса (1969)
17. Кучеренко, Николай Пантелеймонович — Герой Советского Союза, полковник, бывший командир 302-й Тернопольской стрелковой дивизии (1969, посмертно)
18. Танцоров, Григорий Васильевич — Герой Советского Союза, гвардии младший лейтенант, бывший командир батареи САУ-8 (1969, посмертно)
19. Живов, Анатолий Павлович — Герой Советского Союза, гвардии рядовой, телеграфист взвода связи 302-й стрелковой дивизии (1969, посмертно)
20. Хилько, Григорий Афанасьевич — полковник запаса, ветеран войны (1969)
21. Георгий Данчев — гражданин Болгарии (1969)
22. Георгий Михайлов — гражданин Болгарии (1969)
23. Чазов Петр Михайлович — ветеран войны (1969)
24. Слава Недев — гражданин Болгарии (1970)
25. Сергель Павел Иванович — персональный пенсионер (1971)
26. Ткач Степан Иосифович — бывший секретарь исполкома Тернопольского областного совета депутатов трудящихся, персональный пенсионер (1972)
27. Орап Иван Григорьевич — ветеран войны, персональный пенсионер (1973)
28. Синицин Иван Минович — бывший заместитель председателя исполкома Тернопольского городского совета депутатов трудящихся, персональный пенсионер (1973)
29. Дорофеев Захар Николаевич — бывший заместитель председателя исполкома Тернопольского областного совета депутатов трудящихся, персональный пенсионер (1973)
30. Сачко Степан Михайлович — ветеран войны, персональный пенсионер (1974)
31. Монетов, Николай Александрович — полковник запаса, ветеран войны (1983)
32. Мыльников, Владимир Васильевич — Герой Советского Союза, преподаватель Тернопольского филиала Львовского политехнического института (1983)
33. Шаликова Клавдия Ильинична — бывшая радистка батареи 302-й стрелковой дивизии (1984)
34. Игнатьев Владимир Александрович — ветеран войны (1984)
35. Дергачов Денис Игнатьевич — ветеран войны, полковник в отставке (1985)
36. Снежко Андрей Андреевич — ветеран войны, гвардии капитан (1985)
37. Хомский Семен Михайлович — директор ремонтно-механического завода (1985)
38. Дузь, Иван Михайлович — ветеран войны, член Союза писателей СССР, заслуженный работник культуры УССР (1985)
39. Кудинова Ольга Ивановна — пенсионер союзного значения (1985)
40. Комаров Иван Архипович — председатель Тернопольского городского совета ветеранов войны и труда (1989)
41. Любачивский, Мирослав Иоанн — кардинал, верховный архиепископ Львовский, предстоятель Украинской грекокатолической церкви в 1984—2000 гг. (1991)
42. Мстислав (Скрипник) — украинский церковный деятель, патриарх УАПЦ (1991)
43. Хмара, Степан Ильич — политический деятель, диссидент, один из основателей Украинской республиканской партии, Герой Украины (1991)
44. Олейник, Вячеслав Николаевич — спортсмен, борец, первый олимпийский чемпион сборной команды Украины на Олимпийских играх 1996 (1996)
45. Ющенко, Виктор Андреевич — третий Президент Украины (с 2005 по 2010 год) (1996)
46. Гузар, Любомир Ярославович — верховный архиепископ Киево-Галицкий, предстоятель Украинской грекокатолической церкви с 2001 по 2011 г. (1996)
47. Александр Устенко — академік, ректор Тернопольской академий хозяйство (2001)
48. Алексей Шимкив — пенсионер (2001)
49. Яремчук, Роман Юлианович — президент-голова правление ВАТ «Ватра», депутат областной рады (2002)
50. Любомир (Гузар) — Верховный Архиепископ УГКЦ (2002)
51. Герета, Игорь Петрович — археолог, историк, поэт (2003, посмертно)
52. Владимир Бигуняк — проректор Тернопольской государственной академий им. И. Я. Горбачевського (2003)
53. Олег Шаблий — ректор Тернопольского национального технического университета им. И. Пулюя (2003)
54. Кузьма-Балицкий Петр Николаевич — украинский общественно-политический деятель, меценат, активист ОУН, 40 лет возглавлял украинскую общину в Дании и Антибольшевистский блок народов в Скандинавии (2008)
55. Левко Лукьяненко — председатель Совета старейшин Украинской республиканской партии "Собор", народный депутат Украины (2008)
56. Марчук, Иван Степанович — художник (2008)
57. Бандера, Степан Андреевич — лидер ОУН (2010, посмертно)
58. Шухевич, Роман Иосифович — главнокомандующий УПА (2010, посмертно)
59. Роман Пятницкий — бывший командир корвета «Тернопіль» (2010)
60. Степан Сапеляк — активный участник национально-освободительного движения, поэт (2011)
61. Слипый, Иосиф Иванович — предстоятель Украинской грекокатолической Церкви в 1944—1984 годах (2011, посмертно)
62. Леонид Кудринский — ветеран пожарной службы Тернопольской области, ликвидатор последствий Чернобыльской аварии (2011, посмертно)
63. Курбас, Лесь — актёр и театральный режиссёр (2012, посмертно)
64. Коновалец, Евгений Михайлович — глава проводу ОУН (2013, посмертно)
65. Крушельницкая, Саломея Амвросиевна — оперная певица (2013, посмертно)
66. Чепиль, Даниил Васильевич — архитектор (2013)
67. Виктор Гурняк-украинский военный, участник АТО (2015, посмертно)
68. Андрей Дремин-украинский военный, участник АТО (2015, посмертно)
69. Дмитрий Заплетный-украинский военный, участник АТО (2015, посмертно)
70. Федор Коломиец-украинский военный, участник АТО (2015, посмертно)
71. Виталий Курилович-украинский военный, участник АТО (2015, посмертно)
72. Виталий Лотоцкий-украинский военный, участник АТО (2015, посмертно)
73. Юрий Наливайчук-украинский военный, участник АТО (2015, посмертно)
74. Александр Орляк-украинский военный, участник АТО (2015, посмертно)
75. Павел Рымар-украинский военный, участник АТО (2015, посмертно)
76. Назарий Сиклицкий-украинский военный, участник АТО (2015, посмертно)
77. Виктор Стефанович-украинский военный, участник АТО (2015, посмертно)
78. Зиновий Флекей-украинский военный, участник АТО (2015, посмертно)
79. Андрей Юркевич-украинский военный, участник АТО (2015, посмертно)
80. Сергей Кульчицкий — украинский военный, генерал-майор, участник АТО (2016, посмертно)
81. Владимир Вовк-украинский военный, участник АТО (2016, посмертно)
82. Юрий Горайский-украинский военный, участник АТО (2016, посмертно)
83. Михаил Думанский-украинский военный, участник АТО (2016, посмертно)
84. Андрей Питак-украинский военный, участник АТО (2016, посмертно)
85. Михаил Стасив-украинский военный, участник АТО (2016, посмертно)
86. Владимир Яницкий-украинский военный, участник АТО (2016, посмертно)
87. Гоча Аробелидзе-грузинский общественный деятель М. Батуми (2016)
88. Владимир Кравец — ректор Тернопольского национального педагогического университета имени Владимира Гнатюка (2016)
89. Владимир Коленце — украинский общественно-политический деятель, публицист, литературовед, педагог (2017)
90. Андрей Подлужный-украинский певец, композитор, музыкант, телеведущий, продюсер (2017)
91. Богдан Мельничук — украинский писатель, драматург, редактор, журналист, краевед (2017)
92. Мирослав Мисла — украинский военный, младший лейтенант, командир взвода отдельной сводной штурмовой роты «Карпатська Січ» 93-й ОМБр (2017, посмертно)
93. Мефодий (Кудряков) — украинский общественно-политический церковный деятель, третий глава Украинской автокефальной православной церкви в 2000-2015 годах, Митрополит Киевский и всея Украины (2017, посмертно)
94. Владимир Стаюра — украинский инженер, предприниматель, меценат, политик, военный (2017, посмертно)
95. Владимир Лищук-украинский общественный деятель (2018)
96. Руслан Муляр — украинский участник АТО, полковник СБУ (2018, посмертно)
97. Андрей Стойко — украинский военнослужащий, участник событий Революции Достоинства (2018, посмертно)
98. Александр Хара-украинский участник боевых действий в ДРА, полковник медицинской службы (2018, посмертно)
99. Ярослав Гапьюк-украинский ученый, активист, депутат городского совета первого демократического созыва (2018, посмертно)
100. Григорий Драпак — украинский актер разговорного жанра (2019)
101. Сергей Сирый-украинский поэт-песенник (2019, посмертно)
102. Дарья Чубата-украинская общественная деятельница (2019)
103. Михаил Андрейчин-заведующий кафедрой инфекционных болезней с эпидемиологией, кожными и венерическими болезнями Тернопольского национального медицинского университета им. И. Я. Горбачевского (2020)
104. Александр Венгринович — председатель всеукраинского общества «Лемківщина» (2020)
105. Олег Герман-общественный и культурный деятель, поэт, график (2020)
106. Антон Грицишин-председатель областной организации "Мемориал" им. В. Стуса (2020)
107. Иван Дедюх — сержант 24 отдельного штурмового батальона «Айдар» Вооруженных сил Украины, участник АТО (2020, посмертно)
108. Юлиан Кройтору — основатель и первый директор Тернопольского академического областного театра актера и куклы (2020)
109. Леся Любарская-поэтесса, общественный деятель (2020)
110. Владимир Пласконис — мастер спорта по классической борьбе, Заслуженный тренер по классической борьбе, экс директор ТСДЮШ олимпийского резерва по греко-римской борьбе (2020)
111. Михаил Цимбалистый — майор Вооруженных сил Украины, участник АТО (2020, посмертно)
112. Владимир Шкробот — генеральный директор КНП «Тернопільська обласна психоневрологічна лікарня» (2020)
113. Евгений Удин-общественный деятель, заслуженный художник Украины (2021)
114. Ярослав Лемешка-директор Тернопольской областной филармонии (2021)
115. Виктор Шемчук — президент Национальной федерации водно-моторного спорта Украины, депутат верховной рады (2021).